# Fachruddin Aryanto
Fachruddin Wahyudi Aryanto (ur. 19 lutego 1989 w Klaten w prowincji Jawa Środkowa) – indonezyjski piłkarz grający na pozycji obrońcy w klubie Madura United oraz reprezentacji Indonezji.

## Kariera
Aryanto całą swoją karierę spędził w Indonezji. Rozpoczynał ją w klubie PSS Sleman. W 2013 roku przeniósł się do Persepam Madura Utama. W 2015 został zawodnikiem Sriwijaya FC. W 2017 podpisał kontakt z Madura United. W 2019 został wypożyczony do Persija Dżakarta. Aktualnie jest kapitanem Madura United.
W reprezentacji Indonezji zadebiutował 5 czerwca 2012 w meczu z Filipinami. Pierwszą bramkę zdobył 22 listopada 2016 również  w starciu z Filipinami. Podczas eliminacji do Pucharu Azji 2023 był kapitanem drużyny i wywalczył z nią pierwszy od 16 lat awans na turniej.